# Snowboard ai XXIV Giochi olimpici invernali - Snowboard cross femminile
La gara di snowboard cross femminile dei XXIV Giochi olimpici invernali di Pechino, in Cina, si è svolta il 9 febbraio 2022, presso la stazione sciistica Genting Snow Park.

## Risultati

### Qualificazione
Questa fase è servita per stilare una classifica di atlete usata poi per determinare la formazione delle batterie degli ottavi.
| Pos. | N. | Atleta                          | Nazione       | Run 1   | Run 2   | Migliore |
| ---- | -- | ------------------------------- | ------------- | ------- | ------- | -------- |
| 1    | 4  | Michela Moioli                  | Italia        | 1'22"19 | –       | 1'22"19  |
| 2    | 3  | Charlotte Bankes                | Gran Bretagna | 1'22"72 | –       | 1'22"72  |
| 3    | 14 | Meryeta O'Dine                  | Canada        | 1'23"01 | –       | 1'23"01  |
| 4    | 1  | Stacy Gaskill                   | Stati Uniti   | 1'23"14 | –       | 1'23"14  |
| 5    | 6  | Lindsey Jacobellis              | Stati Uniti   | 1'23"44 | –       | 1'23"44  |
| 6    | 10 | Julia Pereira de Sousa-Mabileau | Francia       | 1'23"89 | –       | 1'23"89  |
| 7    | 5  | Faye Gulini                     | Stati Uniti   | 1'23"98 | –       | 1'23"98  |
| 8    | 7  | Chloé Trespeuch                 | Francia       | 1'24"27 | –       | 1'24"27  |
| 9    | 8  | Pia Zerkhold                    | Austria       | 1'24"53 | –       | 1'24"53  |
| 10   | 16 | Kristina Paul'                  | ROC           | 1'24"76 | –       | 1'24"76  |
| 11   | 25 | Caterina Carpano                | Italia        | 1'24"87 | –       | 1'24"87  |
| 12   | 15 | Manon Petit-Lenoir              | Francia       | 1'24"96 | –       | 1'24"96  |
| 13   | 12 | Audrey McManiman                | Canada        | 1'24"98 | –       | 1'24"98  |
| 14   | 20 | Josie Baff                      | Australia     | 1'25"11 | –       | 1'25"11  |
| 15   | 22 | Sophie Hediger                  | Svizzera      | 1'25"14 | –       | 1'25"14  |
| 16   | 23 | Meghan Tierney                  | Stati Uniti   | 1'25"16 | –       | 1'25"16  |
| 17   | 17 | Lara Casanova                   | Svizzera      | 1'26"89 | 1'24"12 | 1'24"12  |
| 18   | 2  | Belle Brockhoff                 | Australia     | 1'25"72 | 1'24"72 | 1'24"72  |
| 19   | 29 | Aleksandra Parshina             | ROC           | 1'27"16 | 1'24"76 | 1'24"76  |
| 20   | 26 | Jana Fischer                    | Germania      | 1'25"76 | 1'24"88 | 1'24"88  |
| 21   | 19 | Alexia Queyrel                  | Francia       | 1'25"25 | 1'25"17 | 1'25"17  |
| 22   | 21 | Francesca Gallina               | Italia        | 1'25"27 | 1'25"51 | 1'25"27  |
| 23   | 27 | Vendula Hopjáková               | Rep. Ceca     | 1'26"26 | 1'25"49 | 1'25"49  |
| 24   | 13 | Zoe Bergermann                  | Canada        | 1'28"68 | 1'25"84 | 1'25"84  |
| 25   | 24 | Marija Vasil'cova               | ROC           | 1'26"39 | 1'25"90 | 1'25"90  |
| 26   | 9  | Tess Critchlow                  | Canada        | 1'26"51 | 1'26"13 | 1'26"13  |
| 27   | 28 | Ekaterina Lokteva-Zagorskaia    | ROC           | 1'26"22 | 1'26"41 | 1'26"22  |
| 28   | 18 | Sina Siegenthaler               | Svizzera      | 1'26"62 | 1'27"44 | 1'26"62  |
| 29   | 11 | Sofia Belingheri                | Italia        | 1'27"81 | 1'33"48 | 1'27"81  |
| 30   | 32 | Feng He                         | Cina          | 1'34"31 | 1'31"25 | 1'31"25  |
| 31   | 30 | Maeva Estévez                   | Andorra       | DNF     | DNS     |          |
| 32   | 31 | Yuka Nakamura                   | Giappone      | DNS     | DNS     |          |

### Ottavi di finale
Ottavo di finale 1
| Pos. | Nº | Atleta         | Nazione     | Note |
| ---- | -- | -------------- | ----------- | ---- |
| 1    | 1  | Michela Moioli | Italia      | Q    |
| 2    | 16 | Meghan Tierney | Stati Uniti | Q    |
| 3    | 17 | Lara Casanova  | Svizzera    |      |
| 4    | 32 | Yuka Nakamura  | Giappone    | DNS  |

Ottavo di finale 2
| Pos. | Nº | Atleta            | Nazione | Note |
| ---- | -- | ----------------- | ------- | ---- |
| 1    | 8  | Chloé Trespeuch   | Francia | Q    |
| 2    | 24 | Zoe Bergermann    | Canada  | Q    |
| 3    | 9  | Pia Zerkhold      | Austria |      |
| 4    | 25 | Marija Vasil'cova | ROC     |      |

Ottavo di finale 3
| Pos. | Nº | Atleta             | Nazione     | Note |
| ---- | -- | ------------------ | ----------- | ---- |
| 1    | 5  | Lindsey Jacobellis | Stati Uniti | Q    |
| 2    | 28 | Sina Siegenthaler  | Svizzera    | Q    |
| 3    | 12 | Manon Petit-Lenoir | Francia     |      |
| 4    | 21 | Alexia Queyrel     | Francia     |      |

Ottavo di finale 4
| Pos. | Nº | Atleta           | Nazione     | Note |
| ---- | -- | ---------------- | ----------- | ---- |
| 1    | 4  | Stacy Gaskill    | Stati Uniti | Q    |
| 2    | 13 | Audrey McManiman | Canada      | Q    |
| 3    | 20 | Jana Fischer     | Germania    |      |
| 4    | 29 | Sofia Belingheri | Italia      |      |

Ottavo di finale 5
| Pos. | Nº | Atleta              | Nazione   | Note |
| ---- | -- | ------------------- | --------- | ---- |
| 1    | 3  | Meryeta O'Dine      | Canada    | Q    |
| 2    | 19 | Aleksandra Parshina | ROC       | Q    |
| 3    | 14 | Josie Baff          | Australia |      |
| 4    | 30 | Feng He             | Cina      |      |

Ottavo di finale 6
| Pos. | Nº | Atleta                          | Nazione | Note |
| ---- | -- | ------------------------------- | ------- | ---- |
| 1    | 6  | Julia Pereira de Sousa-Mabileau | Francia | Q    |
| 2    | 11 | Caterina Carpano                | Italia  | Q    |
| 3    | 22 | Francesca Gallina               | Italia  |      |
| 4    | 27 | Ekaterina Lokteva-Zagorskaia    | ROC     |      |

Ottavo di finale 7
| Pos. | Nº | Atleta            | Nazione     | Note |
| ---- | -- | ----------------- | ----------- | ---- |
| 1    | 7  | Faye Gulini       | Stati Uniti | Q    |
| 2    | 26 | Tess Critchlow    | Canada      | Q    |
| 3    | 10 | Kristina Paul'    | ROC         |      |
| 4    | 23 | Vendula Hopjáková | Rep. Ceca   | DNF  |

Ottavo di finale 8
| Pos. | Nº | Atleta           | Nazione       | Note |
| ---- | -- | ---------------- | ------------- | ---- |
| 1    | 2  | Charlotte Bankes | Gran Bretagna | Q    |
| 2    | 18 | Belle Brockhoff  | Australia     | Q    |
| 3    | 15 | Sophie Hediger   | Svizzera      |      |
| 4    | 31 | Maeva Estévez    | Andorra       | DNS  |

### Quarti di finale
Le prime due atlete avanzano alle semifinali.
Quarto di finale 1
| Pos. | Nº | Atleta          | Nazione     | Note |
| ---- | -- | --------------- | ----------- | ---- |
| 1    | 1  | Michela Moioli  | Italia      | Q    |
| 2    | 8  | Chloé Trespeuch | Francia     | Q    |
| 3    | 16 | Meghan Tierney  | Stati Uniti |      |
| 4    | 24 | Zoe Bergermann  | Canada      |      |

Quarto di finale 2
| Pos. | Nº | Atleta             | Nazione     | Note |
| ---- | -- | ------------------ | ----------- | ---- |
| 1    | 5  | Lindsey Jacobellis | Stati Uniti | Q    |
| 2    | 4  | Stacy Gaskill      | Stati Uniti | Q    |
| 3    | 13 | Audrey McManiman   | Canada      |      |
| 4    | 28 | Sina Siegenthaler  | Svizzera    |      |

Quarto di finale 3
| Pos. | Nº | Atleta                          | Nazione | Note |
| ---- | -- | ------------------------------- | ------- | ---- |
| 1    | 3  | Meryeta O'Dine                  | Canada  | Q    |
| 2    | 6  | Julia Pereira de Sousa-Mabileau | Francia | Q    |
| 3    | 11 | Caterina Carpano                | Italia  |      |
| 4    | 19 | Aleksandra Parshina             | ROC     |      |

Quarto di finale 4
| Pos. | Nº | Atleta           | Nazione       | Note |
| ---- | -- | ---------------- | ------------- | ---- |
| 1    | 26 | Tess Critchlow   | Canada        | Q    |
| 2    | 18 | Belle Brockhoff  | Australia     | Q    |
| 3    | 2  | Charlotte Bankes | Gran Bretagna |      |
| 4    | 7  | Faye Gulini      | Stati Uniti   |      |

### Semifinali
Le prime due atlete si contenderanno le medaglie nella finale A, mentre i restanti disputano la finale B.
Semifinale 1
| Pos. | Nº | Atleta             | Nazione     | Note |
| ---- | -- | ------------------ | ----------- | ---- |
| 1    | 5  | Lindsey Jacobellis | Stati Uniti | QA   |
| 2    | 8  | Chloé Trespeuch    | Francia     | QA   |
| 3    | 1  | Michela Moioli     | Italia      | QB   |
| 4    | 4  | Stacy Gaskill      | Stati Uniti | QB   |

Semifinale 2
| Pos. | Nº | Atleta                          | Nazione   | Note    |
| ---- | -- | ------------------------------- | --------- | ------- |
| 1    | 3  | Meryeta O'Dine                  | Canada    | QA      |
| 2    | 18 | Belle Brockhoff                 | Australia | QA      |
| 3    | 26 | Tess Critchlow                  | Canada    | QB      |
| -    | 6  | Julia Pereira de Sousa-Mabileau | Francia   | DNF, QB |

### Finali
Finale B
| Pos. | Nº | Atleta                          | Nazione     | Note |
| ---- | -- | ------------------------------- | ----------- | ---- |
| 5    | 6  | Julia Pereira de Sousa-Mabileau | Francia     |      |
| 6    | 26 | Tess Critchlow                  | Canada      |      |
| 7    | 4  | Stacy Gaskill                   | Stati Uniti |      |
| 8    | 1  | Michela Moioli                  | Italia      | DNF  |

Finale A
| Pos.    | Nº | Atleta             | Nazione     | Note |
| ------- | -- | ------------------ | ----------- | ---- |
| Oro     | 5  | Lindsey Jacobellis | Stati Uniti |      |
| Argento | 8  | Chloé Trespeuch    | Francia     |      |
| Bronzo  | 3  | Meryeta O'Dine     | Canada      |      |
| 4       | 18 | Belle Brockhoff    | Australia   |      |